# Diplocephalus arvernus
Diplocephalus arvernus är en spindelart som beskrevs av Denis 1948. Diplocephalus arvernus ingår i släktet Diplocephalus och familjen täckvävarspindlar.
Artens utbredningsområde är Frankrike. Inga underarter finns listade i Catalogue of Life.